# Nantosvelta

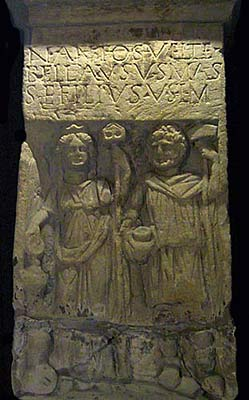
Nantosvelta.

Nantosvelta era uma deusa celta da natureza e da caça, assimilada pelos romanos como sendo Diana. Pelo menos um baixo-relevo dela foi encontrado na Alemanha. Nantosvelta era também a deusa da Natureza entre os lusitanos.